# 瞿塘衛
瞿唐守御千戶所是明代的一個衛所。洪武四年（1371年）在瞿唐口建瞿唐守御千戶所，隸湖廣都司。洪武九年（1376年），改隸重慶衛。洪武十二年（1379年），千戶所升為瞿唐衛，隸屬湖廣行都司。